# LAX (album)
Pour les articles homonymes, voir LAX.
Albums de The Game
Doctor's Advocate
(2006) The RED Album
(2009)
Singles
1. Big Dreams
Sortie : 18 mars 2008
2. Game's Pain
Sortie : 29 avril 2008
3. Dope Boys
Sortie : 24 juin 2008
4. My Life
Sortie : 5 août 2008
5. Camera Phone
Sortie : 12 janvier 2009

LAX (en référence à l'aéroport de Los Angeles) est le troisième album studio de The Game, sorti le 25 août 2008 en France et le 26 août 2008 aux États-Unis.
L'album s'est classé 1er au Top R&B/Hip-Hop Albums et 2e au Billboard 200 et au Top Internet Albums.

## Liste des titres
| No  | Titre                                                                                            | Contient un (des) sample(s) de | Durée |
| --- | ------------------------------------------------------------------------------------------------ | --- | ----- |
| 1.  | Intro (featuring DMX – Produit par Ervin « E.P. » Pope)                                          | | 1:20  |
| 2.  | LAX Files (Produit par J.R. Rotem)                                                               | | 3:59  |
| 3.  | State of Emergency (featuring Ice Cube – Produit par J.R. Rotem)                                 | | 3:38  |
| 4.  | Bulletproof Diaries (featuring Raekwon – Produit par Jelly Roll)                                 | | 4:52  |
| 5.  | My Life (featuring Lil Wayne – Produit par Cool & Dre)                                           | So Tired de Birdman featuring Lil Wayne Party Like a Rockstar (Remix) de Shop Boyz featuring Lil Wayne, Jim Jones et Chamillionaire | 5:20  |
| 6.  | Money (Produit par Cool & Dre)                                                                   | She Works Hard for the Money by Donna Summer (1983)                                                                                 | 5:13  |
| 7.  | Cali Sunshine (featuring Bilal – Produit par Nottz)                                              | | 4:33  |
| 8.  | Ya Heard (featuring Ludacris – Produit par Nottz)                                                | Jam on It de Newcleus | 4:04  |
| 9.  | Hard Liquor (Interlude) (Produit par Ervin « E.P. » Pope)                                        | | 1:50  |
| 10. | House of Pain (Produit par DJ Toomp)                                                             | Real Niggaz Don't Die de N.W.A | 4:32  |
| 11. | Gentleman's Affair (featuring Ne-Yo – Produit par J.R. Rotem)                                    | | 3:39  |
| 12. | Let Us Live (featuring Chrisette Michele – Produit par Scott Storch)                             | | 4:39  |
| 13. | Touchdown (featuring Raheem DeVaughn – Produit par 1500 or Nothin')                              | Right on for the Darkness de Curtis Mayfield                                                                                        | 3:59  |
| 14. | Angel (featuring Common – Produit par Kanye West)                                                | Angel Dust de Gil Scott-Heron et Brian Jackson Here I Come de Barrington Levy                                                       | 4:28  |
| 15. | Never Can Say Goodbye (featuring Latoya Williams – Produit par Ervin « E.P. » Pope)              | | 4:40  |
| 16. | Dope Boys (featuring Travis Barker – Produit par 1500 or Nothin' et DJ Quik)                     | Eleanor Rigby des Beatles | 4:00  |
| 17. | Game's Pain (featuring Keyshia Cole – Produit par Knobody, Dahoud Darien et Ervin « E.P. » Pope) | | 4:21  |
| 18. | Letter to the King (featuring Nas – Produit par Hi-Tek)                                          | Memoirs of the Traveler des Jaggerz                                                                                                 | 5:45  |
| 19. | Outro (featuring DMX – Produit par Ervin « E.P. » Pope)                                          | | 1:28  |

| 20. | Ain't Fuckin' With You (Produit par Trackmasters) | 3:37 |

| 20. | Big Dreams (Produit par Cool & Dre)                     | 4:49 |
| 21. | Camera Phone (featuring Ne-Yo – Produit par Cool & Dre) | 4:29 |
| 22. | Nice (featuring Newz – Produit par Irv Gotti)           | 4:40 |
| 23. | Spanglish (featuring Hyna – Produit par Tre Beatz)      | 4:14 |

## Certifications
| Pays              | Certification | Unités certifiées |
| ----------------- | ------------- | ----------------- |
| Royaume-Uni (BPI) | Argent        | 60 000            |